# Jîdaciv
Jîdaciv (în ucraineană Жидачів) este orașul raional de reședință al raionului Jîdaciv din regiunea Liov, Ucraina. În afara localității principale, nu cuprinde și alte sate.

## Demografie
Componența lingvistică a orașului Jîdaciv
     Ucraineană (97,55%)
     Rusă (1,94%)
     Alte limbi (0,14%)
Conform recensământului din 2001, majoritatea populației orașului Jîdaciv era vorbitoare de ucraineană (97,55%), existând în minoritate și vorbitori de rusă (1,94%).